# 口伝
口伝（くでん）とは、
1. 情報伝達方法の一つで、口頭で伝えること。くちづたえ。また、伝える行為や伝えられる事柄そのものを指す。同義語に口承、伝説、伝承。
2. 1から転じて、伝統芸能や古武道などの芸道において、師匠が弟子に流派の奥義や秘伝を口伝えに教授すること。また、そうして授受される奥義や秘伝のこと。流派の重要事項や秘匿事項が必要以上に外部に知られるのを避けるために行われる。同義語に口訣（くけつ、こうけつ）、口授（くじゅ、こうじゅ）があるが、現代ではあまり使われない。
3. 2から転じて、奥義や秘伝を記した書物。口伝書、伝書とも。いわゆる秘伝の書。継承内容の正確性などが向上する反面、外部への情報漏洩の危険性は高まる。時代小説や時代劇などでは、こうした書物を巡る事件を描いた作品がしばしば見られる。